# Exodus (Telergy)
Exodus è l'album d'esordio del supergruppo Statunitense Telergy, pubblicato nel 2011.  
Pur non avendo ancora molti componenti, la band si distinse per il suo stile innovativo, caratteristica anche degli album successivi.

## Tracce
Musiche di Robert McClung.
1. Into the Past – 6:52
2. Enslavement – 6:58
3. Pleading – 1:39
4. Plagues – 15:31
5. Escape – 6:54
6. Paraohs Revenge – 5:40
7. Wandering – 3:10
8. If My Heart Were a Ball – 5:12
9. The Golden Calf – 2:47
10. Commandments – 4:19
11. Canaan – 12:38
12. Avadim Hayinu – 1:37

## Formazione
- Robert McClung – voce, chitarra, basso
- Tim Nunes – violino